# جک بی. مور
جک مور (انگلیسی: Jack B. Moore) (زاده ۱۹۵۳) کارآفرین و مدیر ارشد اجرایی آمریکایی است، که درحال‌حاضر مدیر عامل و رییس هیئت مدیره شرکت نفتی کامرون اینترنشنال می‌باشد.
وی دانش‌آموخته دانشگاه هاروارد است و سابقه مدیریت در شرکت نفتی بیکر هیوز را نیز در کارنامه خود دارا می‌باشد.